# Torneo Sudamericano de Clubes de Futsal 2005
Il Torneo Sudamericano de Clubes de Futsal 2005 è la 6ª edizione del torneo continentale riservato ai club di calcio a 5 vincitori nella precedente stagione del massimo campionato delle federazioni affiliate alla CONMEBOL. La competizione si è giocata dal 25 luglio al 19 dicembre 2005.

## Squadre partecipanti
Tutte le nazioni schierano due squadre, per un totale di 18 squadre.

### Lista
I club sono stati ordinati in ordine alfabetico della federazione.

| Rank | Squadra             | Zona |
| ---- | ------------------- | ---- |
| 1    | Carlos Barbosa      | Nord |
| 2/TH | Jaraguá             | Nord |
| 3    | Impresores Calderón | Nord |
| 4    | Millonarios         | Nord |
| 5    | Agua de Oro         | Nord |
| 6    | Manabí              | Nord |
| 7/H  | La Sonora           | Nord |
| 8    | Kansas              | Nord |
| 9    | Servi               | Nord |
| 10   | UCV                 | Nord |
| 11   | Argentinos Juniors  | Sud  |
| 12   | San Lorenzo         | Sud  |
| 13   | Business            | Sud  |
| 14   | Patricio Gómez      | Sud  |
| 15   | Cerro Porteño       | Sud  |
| 16/H | UAA                 | Sud  |
| 17   | Malvín              | Sud  |
| 18   | Peñarol             | Sud  |

Note
- (TH) Squadra campione in carica
- (H) – Squadra ospitante

### Formula
Le 18 squadre si affrontano in due tornei separati. Le vincitrici accedono alla finale.

## Fase a gironi

### Zona Nord

#### Gruppo A
| Squadra             | P.ti | G | V | N | P | GF | GS | DR  |
| ------------------- | ---- | - | - | - | - | -- | -- | --- |
| Carlos Barbosa      | 12   | 4 | 4 | 0 | 0 | 44 | 10 | +34 |
| Impresores Calderon | 9    | 4 | 3 | 0 | 1 | 27 | 18 | +9  |
| Servi               | 3    | 4 | 1 | 0 | 3 | 21 | 31 | -10 |
| Kansas              | 3    | 4 | 1 | 0 | 3 | 15 | 30 | -15 |
| Agua de Oro         | 3    | 4 | 1 | 0 | 3 | 12 | 31 | -19 |

#### Gruppo B
| Squadra      | P.ti | G | V | N | P | GF | GS | DR  |
| ------------ | ---- | - | - | - | - | -- | -- | --- |
| Jaraguá      | 12   | 4 | 3 | 0 | 0 | 13 | 8  | +5  |
| Millionarios | 9    | 4 | 3 | 0 | 1 | 19 | 13 | +6  |
| UCV          | 6    | 4 | 2 | 0 | 2 | 23 | 19 | +4  |
| Manabí       | 3    | 4 | 1 | 0 | 3 | 17 | 31 | -14 |
| La Sonora    | 0    | 4 | 0 | 0 | 4 | 11 | 40 | -29 |

### Zona Sud

#### Gruppo A
| Squadra            | P.ti | G | V | N | P | GF | GS | DR  |
| ------------------ | ---- | - | - | - | - | -- | -- | --- |
| Malvín             | 7    | 3 | 2 | 1 | 0 | 26 | 13 | +13 |
| Argentinos Juniors | 5    | 3 | 1 | 2 | 0 | 19 | 12 | +7  |
| Cerro Porteño      | 4    | 3 | 1 | 1 | 1 | 17 | 8  | +9  |
| Business           | 0    | 3 | 0 | 0 | 3 | 8  | 37 | -29 |

#### Gruppo B
| Squadra        | P.ti | G | V | N | P | GF | GS | DR  |
| -------------- | ---- | - | - | - | - | -- | -- | --- |
| UAA            | 5    | 3 | 1 | 2 | 0 | 14 | 7  | +7  |
| San Lorenzo    | 5    | 3 | 1 | 2 | 0 | 13 | 8  | +5  |
| Peñarol        | 5    | 3 | 1 | 2 | 0 | 10 | 7  | +3  |
| Patricio Gómez | 0    | 3 | 0 | 0 | 3 | 6  | 21 | -15 |

## Fase a eliminazione diretta

### Tabellone

#### Zona Nord
|  | Semifinali          | Semifinali          | Semifinali |         |                | Finale              | Finale              | Finale          |  |
|  |                     |                     |            |         |                |                     |                     |                 |  |
|  | Carlos Barbosa      | Carlos Barbosa      | 6          |         |                |                     |                     |                 |  |
|  | Carlos Barbosa      | Carlos Barbosa      | 6          |         |                |                     |                     |                 |  |
|  | Impresores Calderon | Impresores Calderon | 4          |         |                |                     |                     |                 |  |
|  | Impresores Calderon | Impresores Calderon | 4          |         | Carlos Barbosa | Carlos Barbosa      | 4                   |                 |  |
|  |                     |                     |            |         | Carlos Barbosa | Carlos Barbosa      | 4                   |                 |  |
|  |                     |                     | Jaraguá    | Jaraguá | 5              |                     |                     |                 |  |
|  | Jaraguá             | Jaraguá             | Jaraguá    | Jaraguá | 5              | 8                   |                     |                 |  |
|  | Jaraguá             | Jaraguá             |            |         |                | 8                   |                     |                 |  |
|  | Millionarios        | Millionarios        | 2          |         |                | Finale 3º posto     | Finale 3º posto     | Finale 3º posto |  |
|  | Millionarios        | Millionarios        | 2          |         |                |                     |                     |                 |  |
|  |                     |                     |            |         |                |                     |                     |                 |  |
|  |                     |                     |            |         |                | Impresores Calderon | Impresores Calderon | 4 (4)           |  |
|  |                     |                     |            |         |                | Impresores Calderon | Impresores Calderon | 4 (4)           |  |
|  |                     |                     |            |         |                | Millionarios (dcr)  | Millionarios (dcr)  | 4 (5)           |  |

#### Zona Sud
|  | Semifinali         | Semifinali         | Semifinali |     |        | Finale             | Finale             | Finale          |  |
|  |                    |                    |            |     |        |                    |                    |                 |  |
|  | Malvín             | Malvín             | 7          |     |        |                    |                    |                 |  |
|  | Malvín             | Malvín             | 7          |     |        |                    |                    |                 |  |
|  | San Lorenzo        | San Lorenzo        | 2          |     |        |                    |                    |                 |  |
|  | San Lorenzo        | San Lorenzo        | 2          |     | Malvín | Malvín             | 1                  |                 |  |
|  |                    |                    |            |     | Malvín | Malvín             | 1                  |                 |  |
|  |                    |                    | UAA        | UAA | 6      |                    |                    |                 |  |
|  | UAA                | UAA                | UAA        | UAA | 6      | 3                  |                    |                 |  |
|  | UAA                | UAA                |            |     |        | 3                  |                    |                 |  |
|  | Argentinos Juniors | Argentinos Juniors | 2          |     |        | Finale 3º posto    | Finale 3º posto    | Finale 3º posto |  |
|  | Argentinos Juniors | Argentinos Juniors | 2          |     |        |                    |                    |                 |  |
|  |                    |                    |            |     |        |                    |                    |                 |  |
|  |                    |                    |            |     |        | San Lorenzo        | San Lorenzo        | 2               |  |
|  |                    |                    |            |     |        | San Lorenzo        | San Lorenzo        | 2               |  |
|  |                    |                    |            |     |        | Argentinos Juniors | Argentinos Juniors | 0               |  |

### Finale
| Squadra 1 | Totale | Squadra 2 | Andata | Ritorno |
| --------- | ------ | --------- | ------ | ------- |
| UAA       | 7 - 9  | Jaraguá   | 5 - 6  | 2 - 3   |